# Neil Turok
Pour les articles homonymes, voir Neil et Turok.
Neil Geoffrey Turok est un cosmologiste d'origine sud-africaine, né en 1958 à Johannesburg en Afrique du Sud. Il est notamment réputé pour son activité philanthropique avec la création de l'AIMS (African Institute for Mathematical Sciences) installé au Cap en Afrique du Sud. Il est actuellement en poste à l'université de Cambridge (Angleterre).

## Biographie
Neil est le fils de Mary et Ben Turok (en), qui étaient des activistes anti-apartheid du futur Congrès national africain (ANC).
Neil Turok est diplômé de Churchill College (Cambridge), puis il obtint un doctorat au Imperial College London sous la direction du Professeur David Olive, un des inventeurs de la Théorie des supercordes.
Neil Turok a émis une théorie sur l'origine du Big Bang. Neil Turok propose que le Big Bang ne représente juste qu'un stade d'un cycle infiniment répété de l'expansion de l'Univers et de ses contractions.
Cette théorie avance que ni le temps ni l'univers n'ont de commencement ni de fin.
Des physiciens pensent que cette théorie mérite d'être étudiée car les équations sur les lois qui régissent l'univers vont à l'infini.
Neil Turok est proche de la "Théorie M" et de la "Théorie des cordes".
En 2019, il est fait docteur honoris causa de l'UCLouvain.